# La carga de los valientes
La carga de los valientes es una película de Argentina en blanco y negro dirigida por Adelqui Millar, director chileno cuyo verdadero nombre era Adelqui Migliar según guion de Belisario García Villar que se estrenó el 12 de junio de 1940 y que tuvo como protagonistas a Santiago Arrieta, Domingo Sapelli y Anita Jordán. En los créditos figurá además la asesoría de Justo P. Sáenz, Carlos Vega y Eliseo Montaine. Primera película de Eva Duarte, fue filmada parcialmente en Carmen de Patagones, provincia de Buenos Aires.

## Sinopsis
Transcurre en 1827 durante la lucha con fuerzas brasileras en Carmen de Patagones esta historia de un teniente del fortín que se enamora de la joven ahijada de la pulpera. 

## Reparto
- Santiago Arrieta
- Domingo Sapelli
- Anita Jordán
- Froilán Varela
- Juan Sarcione
- Roberto Fugazot
- Carlos Fioriti
- Eduardo Trino
- Blanca Orgaz
- Amalia Bernabé
- Alberto Terrones
- Toti Muñoz
- María Eva Duarte
- Nelo Cosimi
- Néstor Deval
- Rafael Smurro
- Héctor Torres
- René Mugica
- Roberto Velázquez
- Joaquín Larrazábal
- Ricardo de Rosas

## Comentario
El crítico Calki opinó:

"Un gran esfuerzo material...hecho casi totalmente al aire libre, a puro campo, desplaza masas de hombres y caballos en un número nunca visto en un film local...No alcanza la faz argumental su mismo esfuerzo."